# Gastronomía de Zambia

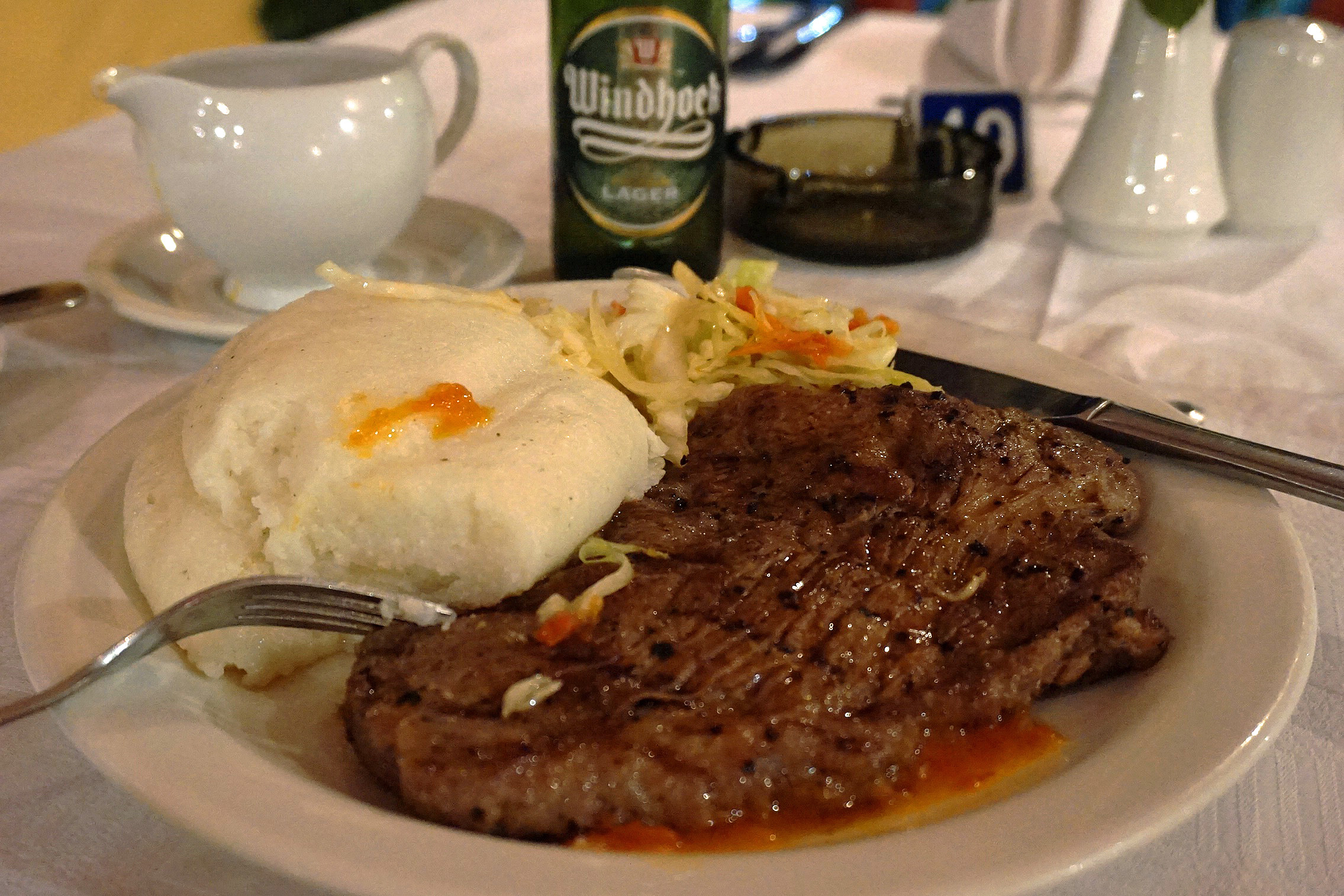
Nshima y relish de carne en Chingola, Zambia.

La gastronomía de Zambia se centra en gran medida en el nshima, un platillo preparado a base de harina de maíz y agua. Además de nshima, la cocina de Zambia incluye varios tipos de estofados, verduras cocidas y diferentes tipos de cerveza. También se come pescado seco e insectos.

## Alimentos y platos comunes

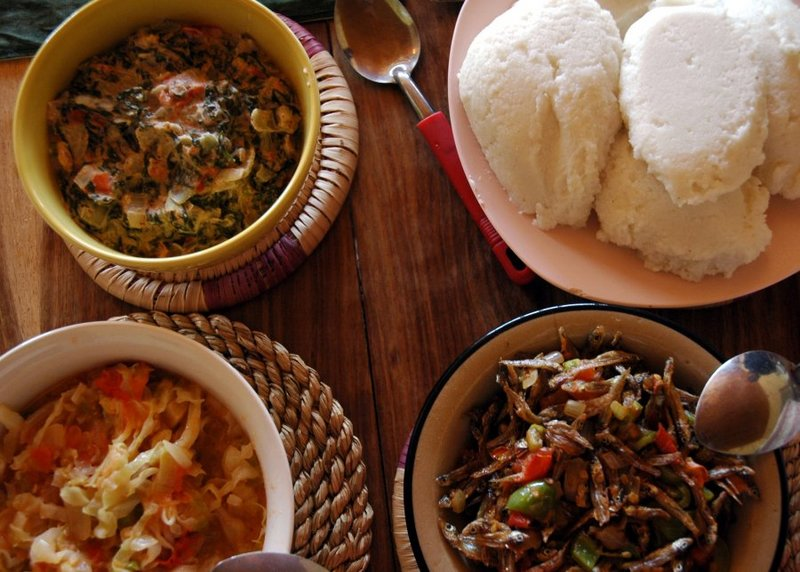
Nshima (esquina superior derecha) con tres condimentos.

### Comida
El alimento básico de Zambia es el maíz. Nshima, un plato elaborado con maíz blanco triturado, constituye el componente principal de las comidas de Zambia. Se sirve con relish, estofado y verduras y se suele comer con la mano.Nshima se come durante el almuerzo y la cena, y se puede preparar en casa, en puestos de comida y en restaurantes. En las comunidades tradicionales, la elaboración de nshima es un proceso largo, que incluye secar el maíz, clasificar los granos, machacarlo y finalmente cocinarlo.
Los tipos de relish que se comen con nshima pueden ser muy simples, como chibwabwa u hojas de calabaza. Otros nombres utilizados para referirse al relish son Katapa, kalembula y tente. El relish hecho con vegetales verdes generalmente se conoce como delele o thelele. La única forma de preparar relish se basa en cocinar con chidulo y kutendela. Chidulo se utiliza en platos elaborados con verduras de hojas verdes y también con setas silvestres. El chidulo está hecho de hojas de plátano quemadas y secas, tallos de frijol o tallos y hojas de maíz. Las cenizas se recogen luego, se agregan al agua y se cuelan. El líquido resultante tiene un sabor avinagrado. Kutendela es un polvo preparado con maní crudo molido y se agrega a la salsa de chidulo.
Ifisashi es otro alimento común en Zambia. Es un tipo de estofado, hecho con verduras y maní y que se suele servir con nshima. Ifisashi puede ser preparado con o sin carne. Samp es también otro alimento consumido en Zambia.
Kapenta, una pequeña sardina del lago Tanganica, ha sido introducida en los lagos de Zambia. El pescado se captura y se seca para cocinarlo más tarde, o se puede cocinar fresco. Las mollejas también suelen ser consumidas.
En Zambia se comen varios insectos. Estos incluyen chinches y gusanos mopani.

### Alcohol
La cerveza tradicional se elabora con maíz. Las aldeas individuales alguna vez elaboraron sus propias recetas y se compartieron en comunidad. La cerveza de maíz también se elabora comercialmente en Lusaka, siendo Chibuku y Shake-Shake las marcas más populares. Otras marcas de cerveza locales incluyen Mosi y Rhino. El primer festival de la cerveza de Zambia fue celebrado el 25 de septiembre de 2009 en el Barclays Sports Complex en Lusaka.

## Historia
El uso del maíz en platos como nsima o nshima ocurrió durante la segunda mitad del siglo XX.
La gente del pueblo bemba, que vive en lo que ahora es Zambia, tradicionalmente comía lo que estaba disponible según los patrones climáticos. Las comidas bemba incluían un tipo de papilla espesa hecha de mijo llamada ubwali, que se comía con un relish llamado umunani.Ubwali se comía con casi todas las comidas, y era más a menudo un tipo de estofado hecho con carne, pescado, insectos o verduras. Los bemba preferían comer ubwali con un solo tipo de relish a la vez. Los guisos hechos con carne y verduras se cocinaban con sal y, a veces, cacahuetes. Generalmente, los bemba no consumían alimentos crudos. En general, la comida tenía un sabor bastante sencillo y solo ocasionalmente era ácida o picante. La cerveza, muy importante en eventos sociales, se elaboraba a menudo durante los meses de cosecha.
Al igual que los bemba, los chewa también comen una papilla, llamada nsima, que se consume acompañada de verduras y se usa como cuchara.
El pueblo tonga de la región tradicionalmente ha comido insectos cocidos o secos.

#### Libros
- Else, David (2002). Zambia. Melbourne: Lonely Planet Publications. ISBN 1740590457 – via Internet Archive.
- McCann, James C. (2009). Stirring the Pot: A History of African Cuisine. Athens, Ohio: Ohio University Press. ISBN 9780896802728.
- Nyakupfuka, Andrew (2013). Global Delicacies: Diversity, Exotic, Strange, Weird, Relativism. Bloomington, Indiana: Balboa Press. ISBN 9781452567914.
- Richards, Audrey Isabel (1939). Land, Labour, and Diet in Northern Rhodesia: An Economic Study of the Bemba Tribe. Oxford: Oxford University Press. ISBN 3894738766.